# Antonio Domenicali
Antonio "Tonino" Domenicali (Serravalle, Berra, província de Ferrara, 17 de febrer de 1936 - Segrate, 4 de juliol de 2002) va ser un ciclista italià que fou professional entre 1957 i 1966. Es dedicà principalment a les proves de velocitat de ciclisme en pista.
Fou com a ciclista amateur va prendre part en els Jocs Olímpics de Melbourne de 1956, en què guanyà la medalla d'or en la prova de persecució per equips, junt a Valentino Gasparella, Leandro Faggin i Franco Gandini.

## Palmarès
- 1956
  -  Medalla d'or als Jocs Olímpics de Melbourne en persecució per equips
- 1957
  - 1r a la Coppa Mostra del Tessile
- 1959
  - 1r a Verbania
  - 1r a Calvisano
- 1960
  - 1r al Gran Premi Faema
  - 1r a Calvisano
- 1963
  -  Campió d'Itàlia de mig fons

### Resultats al Giro d'Itàlia
- 1960. 97è de la classificació general